# Claude-Victor Perrin
Claude-Victor Perrin (Lamarche, Vosgos, 7 de diciembre de 1764-París, 1 de marzo de 1841), también conocido como mariscal Victor, fue un militar del Primer Imperio francés. 

## Biografía
Siendo aún muchacho se unió al ejército francés como tamborilero de la artillería en 1781 y luego como teniente coronel de granaderos en la Guardia Nacional (1792). Por su destacada actuación en la península itálica y en el sitio de Tolón durante la Primera Coalición (1793) ascendió a brigadier. Durante la campaña italiana combatió en Loano (22 de noviembre de 1795), Millesimo (13 de abril de 1796), Rovereto (4 de noviembre) y La Favorita (16 de enero de 1797), ganando el rango de general de división y el apoyo de Napoleón Bonaparte. Durante el Consulado, fue puesto al mando del Ejército de Batavia y en 1804 fue embajador ante el Reino de Dinamarca.
Su retorno a la Grande Armée se dio en 1806, estando marcado por su decisiva intervención en la batalla de Friedland (14 de junio de 1807), recibiendo la dignidad de mariscal de Francia el 13 de julio. En septiembre de 1808 es nombrado duque de Belluno y es enviado a la península ibérica encabezando al primer cuerpo de ejército. Ganó las batallas de Espinosa de los Monteros (10-11 de noviembre), Uclés (13 de enero de 1809) y Medellín (28 de marzo).

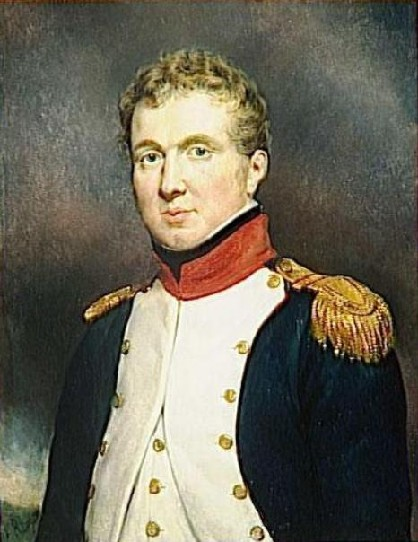
Claude-Victor Perrin (1835) por Georges Rouget (Palacio de Versalles).

Sufrió derrotas en la batalla de Talavera (28 de julio), en el asedio de Cádiz y en la batalla de Chiclana (1911). Permanece en la península hasta 1812 cuando Napoleón lo llama a participar de la Invasión napoleónica de Rusia, comandando el 9.º cuerpo. No participa de los comienzos de la campaña, pero destaca defendiendo el cruce del Berézina (26 y 29 de noviembre). Durante la Sexta Coalición lucha en Alemania en 1813 y en Francia en 1814. Gravemente herido en la batalla de Craonne (7 de marzo) y no participa del resto de la lucha. 
Durante la Primera Restauración se une a Luis XVIII de Francia y le sigue hasta Gante durante los Cien Días. Por su lealtad recibe honores y premios en la Segunda Restauración. El 14 de diciembre de 1821 es nombrado Ministro de Guerra durante el gobierno del Presidente del Consejo de Ministro Jean-Baptiste de Villèle. Cesado el 23 de marzo de 1823, volvió a su cargo el 15 de abril y es cesado definitivamente el 10 de octubre. Acompaña al duque de Angulema y los Cien Mil Hijos de San Luis. Sirvió a Carlos X de Francia pero se niega a jurar lealtad a Luis Felipe I de Francia y se retira a la vida privada en 1830. Muere en París en 1841. 
Casado en 1791 con Jeanne Josephine Muguet, tuvo a Victorine de Bellune (1792-1816), casada con Louis Huguet-Chateau (1779-1814); Charles (1795-1827); Napoléon-Victor-François Perrin de Bellune (1796-1853), el segundo duque de Bellune y casado con Maria da Penha de Lemos Lemos Whilloughby da Silveira de Lacerda; y Napoléon-Victor-Eugène (1799-1852). En 1803 se casa con Julie Vosch van Avesaat y tuvo a Stéphanie-Joséphine-Louise de Bellune (1805-1832). 